# Feenmärchen
Feenmärchen sind als Volksmärchen in vielen europäischen Ländern und Märchentraditionen bekannt. Im 18. und 19. Jahrhundert waren sie ein beliebtes Thema in den Kunstmärchen, insbesondere in Frankreich.

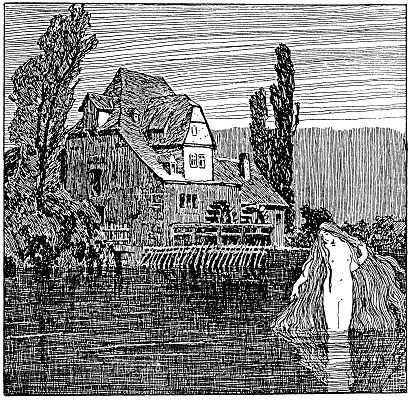
Otto Ubbelohde: Die Nixe im Teich

## Volksmärchen
Feen oder Elfen in den Volksmärchen und volkstümlichen Sagen sind Wesen einer Anderswelt, die sich den Menschen unter bestimmten Bedingungen zeigen und in das Leben der Menschen, im Guten wie im Bösen, eingreifen. Sie leben in einer eigenen Welt, die manchmal auch als Unterwelt bezeichnet wird. In den verschiedenen Regionen finden sich unterschiedliche Bezeichnungen wie das gute oder stille Volk in Irland, die Huldren in Island, die Samovilen oder Samodiven in osteuropäischen Ländern.
- → Hauptartikel: Fee
- → Hauptartikel: Víla

Eine erste Sammlung legten die Brüder Grimm mit den irischen Feenmärchen vor, die sie 1862 unter dem Titel „Irische Elfenmärchen“ erstmals veröffentlichten.
- → Hauptartikel: Irische Elfenmärchen

Frederik Hetmann beschrieb die keltische Feenwelt, welche die Länder/Regionen Irland, England, Schottland, die Shetland-Inseln, Wales, Bretagne, Österreich, Schweiz, Südtirol und Italien umfasst. Die verschiedenen Namen der von ihnen bewohnten Anderswelt charakterisieren zugleich das, was dort anders ist als in der menschlichen Welt so die ewige Jugend, das Selige, Hoffnung, Versprechen, Frauenherrschaft. Wie in der Diesseitswelt gibt in dieser Anderswelt Bäume, Sträucher und Tiere, die der menschlichen Welt ähnlich sind, die aber oft einen zauberhaften, verwunschenen Charakter bekommen. Es gibt Männer, Frauen und Kinder, die in ihrer Welt auch ähnlichen Tätigkeiten nachgehen wie die Menschen. Manche Tätigkeiten haben aber eine größere Bedeutung wie das Musizieren und Tanzen, außerdem kommen Tätigkeiten der Zauberei hinzu, zu der manchmal auch heilende Künste gehören können. Durch die Bezeichnung der menschlichen Welt als die der Sterblichen wird die Unsterblichkeit der Feen verdeutlicht.
Menschen können durch Gegenstände oder durch Trancezustände in die Feenwelt geraten. Oft verschieben sich dabei die Zeitverhältnisse: Eine in der Feenwelt kurze Zeit erweist sich nach der Rückkehr in die menschliche Welt als eine wesentlich längere. In anderen Erzählungen überleben die Menschen den Aufenthalt in der Feenwelt nicht oder sie zerfallen zu Asche, wenn sie zurückkehren. Die Ambivalenz gegenüber der Feenwelt zeigt sich in dem Spannungsverhältnis von Verführung und Gefahr.
Hetmann typisiert die Feenmärchen nach den Charakteristika, dass Feen den Sterblichen helfen, sie schädigen, sie zu bestimmten Zwecken entführen, dem Motiv des Besuchs der Sterblichen in der Anderswelt und der Märchen, die sich um das Thema des Wechselbalgs drehen. Damit sind Kinder gemeint, die den Menschen untergeschoben werden. Ein weiteres Motiv ist die Heirat zwischen einem (meist männlichen) Menschen und einer (meist weiblichen) Fee, wobei es unterschiedlich ist, ob das gut oder schlecht ausgeht. Manchmal verlieren die Feen dadurch ihre Unsterblichkeit.
Hetmann geht davon aus, dass die Merkmale und Motive der keltischen Feenmärchen auch in denen anderer Länder und Regionen auftauchen.
In dem erstmals 1981 erschienenen Band über die Anderswelt legte Hetmann selbst eine Sammlung von 94 Geschichten aus Irland vor, die in den Bereich der Sagen und Mythen übergehen: von den frühesten Zeugnisse über die Anderswelt, die verschiedenen Feenwesen, deren Treiben in der Anderswelt und in der der Menschen reicht, einem Kalender, durch den man erfährt, was einem zu bestimmten Zeiten in der Feenwelt zustoßen kann bis hin zu Reisen zu den Inseln der Seligen und der Ewigen Jugend und Geschichten von Liebe und Tod führt.
Eine geografisch weiteren Bereich deckt die Sammlung Feen-Märchen von Sabine Lutkat mit verschiedenen europäischen Märchen ab. Sie umfasst im Wesentlichen Volksmärchen, einige in literarischer Bearbeitung, wie sie im Kontext ihrer Aufzeichnung häufiger vorgenommen wurden. Als Beispiele für die unterschiedlichen Motive finden sich zwei Märchen, in denen Feen als Schicksalsfrauen über die Länge des Lebens eines Menschen entscheiden: Das rumänische Märchen Der Prinz und die drei Feen und ein Märchen aus dem Balkan Neid zwischen Schwestern. Zehn der aufgenommenen Märchen zeigen das Motiv der hilfreichen, dankbare oder bestrafenden Feen gewidmet. Das bekannteste ist das irische Märchen O’Donoghue‘s Dudelsack aus der Sammlung Die Harfe von Erin von Julius Rodenberg, in dem ein blinder, meist betrunkener Dudelsackspieler von seinem Besuch bei den Feen einen besonderen Dudelsack mit in die überirdische Welt bringt. Eine weitere Gruppe bildet das Thema Die Feen und die Liebe mit acht Märchen, u. a. Die Elbenkönigin Hild aus Island, Der Hirt und die drei Samodiven aus dem Balkan und Die Mundharmonika aus Skandinavien. Als weitere Themen finden sich Märchen, in denen es um feentypische Dinge und Aspekte geht wie den Feenring, einen unbemerkt bleibenden Feenort, in den man unverhofft geraten kann, die Verbindung von guten Gaben mit an sie gebundenen Tabus oder die Vorliebe der Feen für menschliche Kinder, die Nutzung menschlicher Ammen für Feenkinder und das Motiv des Wechselbalgs.
Rosemarie Tüpker hebt im Kontext der Musikmärchen die Nähe der Feen zur Musik hervor: Zum einen sei die Musik, neben oder kombiniert mit dem Rausch, häufiger die Möglichkeit des Übergangs eines menschlichen Protagonisten in die Feenwelt, zum anderen können die Protagonisten, die sich in der Feenwelt aufhalten, sich die Unterirdischen durch gutes Musizieren gewogen machen. Manchmal erhalten sie dafür einen Lohn, etwa die Heilung von einem Gebrechen oder ein besonders gutes Musikinstrument.
Auch die Wechselbalge ließen sich oft daran erkennen, dass sie einen besonderen Hang zur Musik hätten und schon als Kind eine besondere Gabe im Musizieren aufweisen. Dabei tauche eine große Vielfalt an Musikinstrumenten auf, die bei den Feen beliebt seien: Flöten, Mundharmonika, Maultrommel, Dudelsack, Harfe, Schalmei, aber auch Gesang, der Klang von Glocken oder von Tieren erklingende Melodien kämen vor.
Auch in einer Sammlung von Wolfgang Laade finden sich mehrfach musizierende Unirdische, Meerminnen, Elfen und Nixen in Märchen, aber auch ortsgebundenen Sagen.

## Kunstmärchen

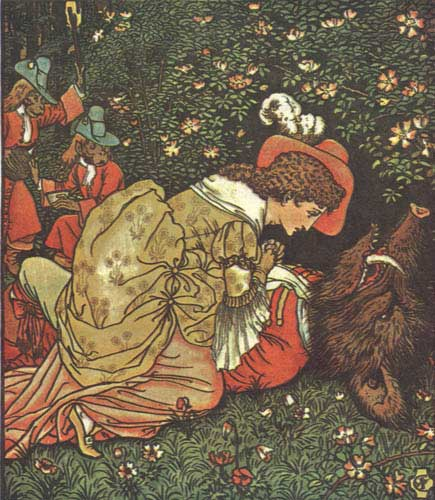
Illustration zu Die Schöne und das Biest von Walter Crane (1874).

Feenmärchen sind auch bei den Kunstmärchen ein beliebtes Genre. Dabei werden häufig überlieferte Stoffe frei in die Neuzeit übertragen und mit psychologischen Verschlüsselungen und weiteren Aspekten bereichert, manchmal auch mit Reflexionen moralischen Inhalts.
Im Frankreich des 17. und 18. Jahrhunderts waren Feenmärchen als Amüsement beim Adel sehr beliebt. Sie stellten eine Verbindung von orientalischen Sagen und eigenen realen Erlebnissen dar. Die wichtigsten französischen Autoren sind Charles Perrault, Antoine Galland – der Tausendundeine Nacht übersetzte –, Catherine d’Aulnoy, Henriette-Julie de Castelnau, comtesse de Murat und, im 19. Jahrhundert, Sophie de Ségur. Gesammelt findet man die vorzüglichsten Feenmärchen in dem Cabinet des fées von Charles-Joseph Mayer (41 Bände, Paris 1785–89). Von deutschen Autoren ist Christoph Martin Wieland für Feengeschichten wie deren Kritik bekannt.

## Theater, Oper, Film
In der literarischen Gattung der Feerie (auch: Féerie, frz. ‚Zauberwelt‘), im deutschen auch Zauberstück genannt, dienen Feenmärchen als Material für die Nutzung komplexer Bühnentechnik, die es erlaubt, Zauberei auf die Bühne zu bringen.
In der Alt-Wiener Volkskomödie spielten die dramatisierten französischen Feenmärchen eine wichtige Rolle und erfuhren ihren Höhepunkt in den frühen Zauberpossen von Ferdinand Raimund. Durch eine geschickte Verbindung des sozialen Alltags mit märchenhaftem Zauber gelang es, die alte Zauberposse wieder zu beleben.
Im Bereich der Oper findet sich u. a. das Werk Feenmärchen, op. 312 (1866) von Johann Strauss (Sohn) und Die Feen (1888) von Richard Wagner.
Als ein modernes Feenmärchen erschien 2008 die Disney-Produktion Tinker Bell mit der Musik von Joel McNeely. Sie wurde mit jährlichen Produktionen fortgesetzt und in mehrere Sprachen synchronisiert.
Ein Beispiel für die mehrfache Verwendung ist das bekannte Märchen Die Schöne und das Biest.